# Desa Sumbermulyo (administrativ by i Indonesien, Jawa Timur, lat -8,56, long 114,09)
Desa Sumbermulyo är en administrativ by i Indonesien.   Den ligger i provinsen Jawa Timur, i den sydvästra delen av landet, 800 km öster om huvudstaden Jakarta.